# Kraailook
De kraailook (Allium vineale) is een plant uit de narcisfamilie (Amaryllidaceae). Het is een zich in Nederland steeds meer uitbreidende plant. Groeiplaatsen zijn weilanden, bossen, bosranden, ruderale plaatsen in de duinen, bermen, rivierduinen, stadswallen, lanen, parken, wijngaarden, spoorbermen, rivierdijken, hogere delen van uiterwaarden en rotsachtige plaatsen.
De bloemen staan op lange, rechte, iets paarse stelen in een losbloemige scherm. De bloeiwijze bevat bolletjes gemengd met bloemen of vaak alleen maar met bleke tot paarse broedbolletjes. Het bloemdek is, als het tenminste aanwezig is, roze, paars of groenachtig wit, klokvormig en 2 tot 4½ mm lang. De meeldraden zijn langer dan het bloemdek. 
De plant is vroeg in het seizoen goed eetbaar, vergelijkbaar met bieslook of bosui.
De plant wordt ongeveer 30–70 cm hoog, de bloeimaanden zijn van juni t/m augustus.